# Orde de Chalais
L'Orde de Chalais va ésser un orde monàstic de tipus semieremític. Els seus membres eren coneguts com a calesencs o eremites de Chalais. Va existir entre el segle xii i el XIII, quan va ésser absorbit per l'Orde de la Cartoixa i va desaparèixer.

## Història
Va ésser fundat pel bisbe Hug de Grenoble, que el 22 de març de 1101 s'establí amb un grup d'homes a la muntanya de Voreppe (Isère, Roine-Alps), al massís de la Chartreuse. Volien allunyar-se del món i viure units en la pregària, seguint la Regla de Sant Benet, però emfasitzant el seu aspecte ascètic, sense fer tasques pastorals en parròquies o pobles, i seguint un ideal de vida semieremítica.
Els primers Eremites de Chalais, com es van anomenar, van viure del treball als boscos i la cria d'ovelles, sense possibilitats d'expandir-se per la presència de la propera comunitat dels cartoixans, molt més rica. Cap al 1110, desencoratjats i sense mitjans per continuar, van rebre l'ajut del comte d'Albon, que els assegurà, amb les seves donacions, la pau i la seguretat material. Chalais havia arribat a tenir només un monjo i, en 1117 quatre.
El 1124, Chalais esdevingué abadia i l'any següent el papa Honori II la va prendre sota la seva protecció. L'arribada de nous monjos i la pobresa del lloc va obligar a la fundació d'Almeval, una nova casa. En 1142 el bisbe d'Embrun cridà els monjos de Chalais perquè es fessin càrrec d'una comunitat que el 1130 s'havia instal·lat a la capella de Saint-Marcelin, a Boscodon. Formaren allí l'abadia de Notre-Dame de Boscodon, que serà la casa principal de l'orde.
Es fundaren després les cases de Laverq i Aubevaux (1144). Per mantenir la unitat de l'orde, els abats establiren una regla en 1148, anomenada Carta charitatis ordinis Calesiensis (Carta de la caritat de l'orde de Chalais), donant lloc al naixement real de l'Orde de Chalais.
Altres fundacions van ésser: Prads-Faillefeu, Valserres, Lure, Clausonne, Claircombe, Valbonne, Pierredon, fins a deu abadies i tres priorats, tots sota l'advocació de la Mare de Déu, llevat de Saint Maurice de Valserres. L'orde, dedicat als treballs forestals i la ramaderia, situava els monestir al llarg dels camins de la transhumància, la qual cosa facilitava el pasturatge a l'hivern.
En 1167, Chalais s'afilià a l'abadia cistercenca de Bonnevaux, però anys després els cartoixans van aconseguir que es trenqués el vincle, ja que no volien tenir una abadia d'un orde poderós, com el Cister, als seus dominis. Així, la Santa Seu confirmà en 1177 que Chalais tornava a l'estat primigeni, separat de Bonnevaux. Guigues de Revel va ésser l'abat de Chalais entre 1186 i 1192. Hi havia ingressat en 1120i fou el responsable de la construcció de l'abadia de Boscodon. Va influir decisivament en l'orde, construint també Lure i Prads i organitzant-lo de manera que pogués satisfer les necessitats econòmiques per subsistir. Va planificar-ne les activitats per produir l'oli, vi i cereals necessaris, assegurar el manteniment dels boscos i les vies i llocs de pasturatge dels ramats.

### Declivi i desaparició
L'orde va tenir difusió al Delfinat i zones properes, però mai no va assolir prou recursos per poder subsistir tot sol; la competència dels cartoixans, amb qui van tenir conflictes a partir de 1164, les dificultats de gestió de les diferents cases i la pobresa en què vivien van fer que, a poc a poc, faltessin recursos i novicis. El declivi, a partir de 1200, va fer que el 1246, l'única sortida que quedés a l'abadia de Chalais per subsistir fos l'agregació a un altre orde religiós més ric; es trià l'Orde de la Cartoixa i Innocenci IV acceptà el fet, però no s'arribà a fer aquesta unió, possiblement a causa de l'oposició de les altres abadies. El 1250, però, Chalais s'uní a l'abadia de Saint-Chef.
Encara més empobrida, Chalais s'uní el 1285 al priorat de Saint-Didier de Voreppe i St Pierre de Vienne.	Després d'anys de decadència, finalment, el 1300 l'orde es va dissoldre, essent l'últim abat de Chalais Simon d'Avalesc. Les seves cases van passar a altres ordes religiosos, principalment els cartoixans (com la casa mare, Chalais, que va ésser absorbida per la Gran Cartoixa el 24 de desembre de 1300 i, definitivament, el 1303) o els cistercencs.
Només Boscodon escapà a la crisi: l'organització llegada per Guigues de Revel va fer que fos rica i pogués sobreviure, tot i la dissolució de l'orde, fins al 1408, data en què va afiliar-se a l'abadia benedictina de Saint-Michel-la-Cluze.